# グリーンアノール

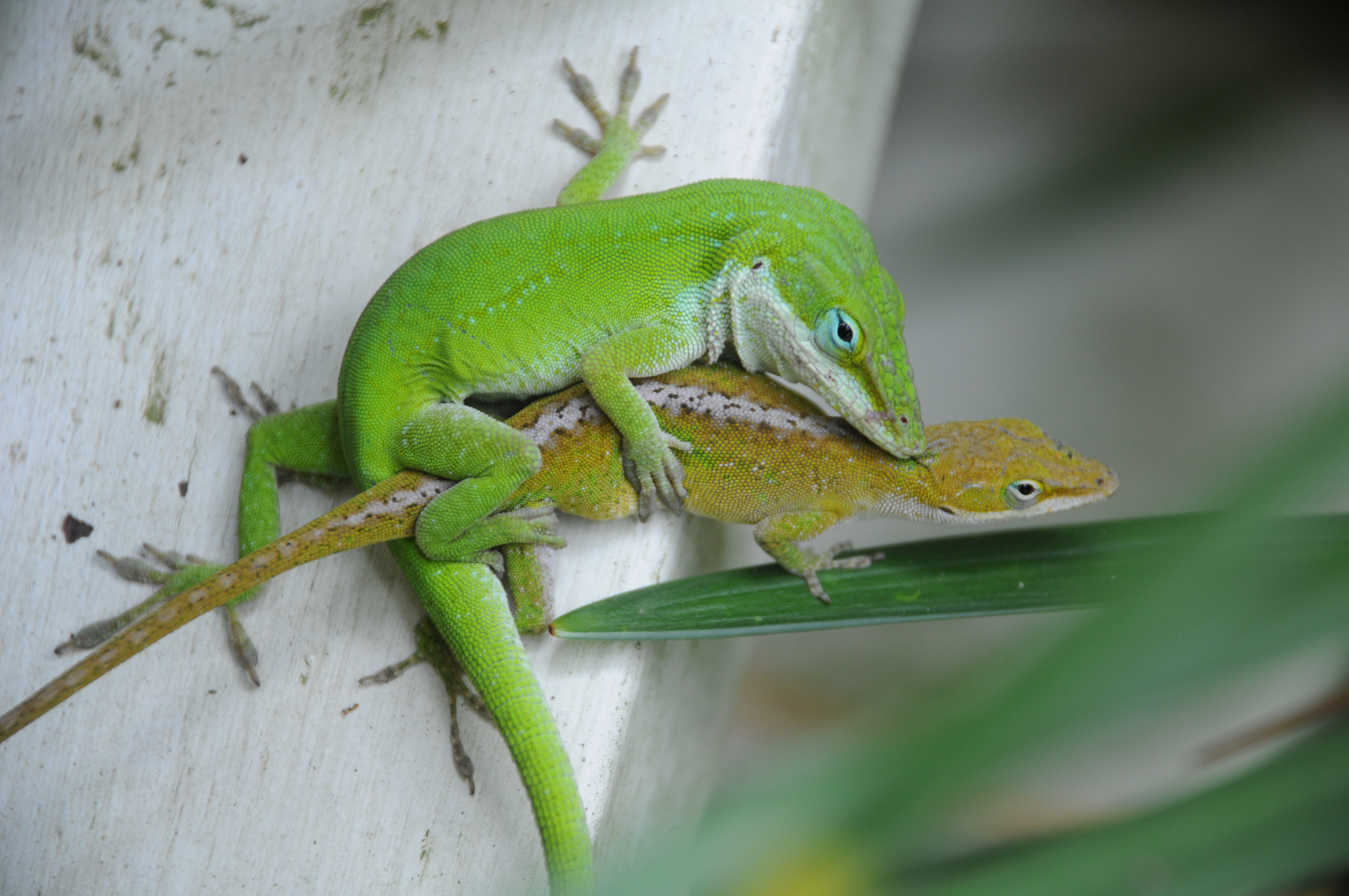
交尾するグリーンアノール

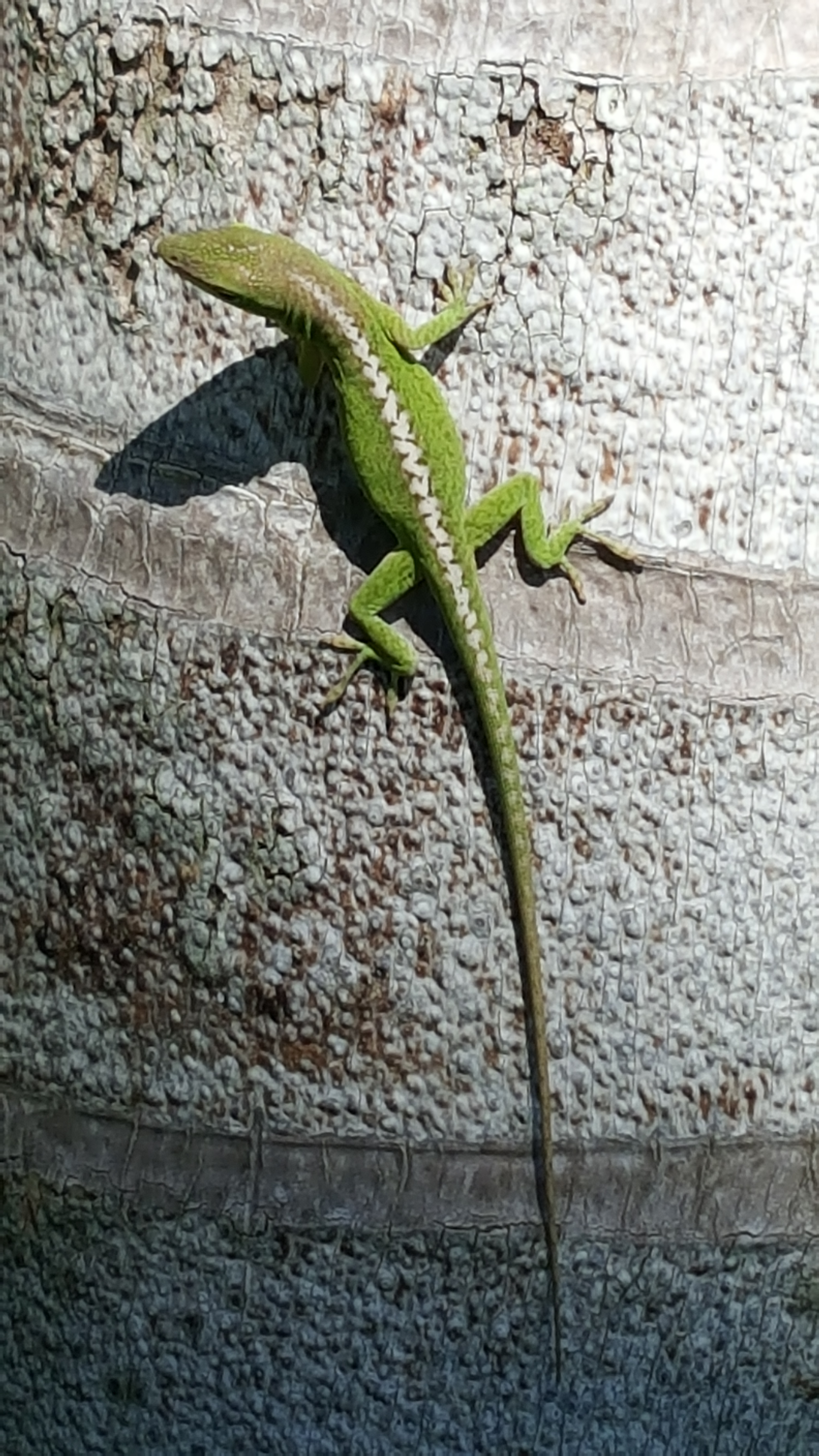
木の幹を登るグルーンアノール

グリーンアノール（学名: Anolis carolinensis）は、爬虫綱有鱗目トカゲ亜目イグアナ科（アノールトカゲ科とする説もあり）アノールトカゲ属に分類されるトカゲ。別名アメリカカメレオン（英語: American chameleon）。

## 分布
アメリカ合衆国南東部、キューバ、メキシコ、西インド諸島に分布する。
日本（沖縄島、小笠原諸島）、アメリカ合衆国（グアム、ハワイ）等に移入している。

## 形態
全長15-20cm。頭部は大型で吻端が尖り、オスの方が大きくなる。体色は緑色だが優れた変色能力を持ち、周囲の環境や気分によって背面は薄黄緑色から暗褐色まで、腹部は白色から灰色まで体色を変化させることが別名の由来になっている。また、眼の周囲だけが変化することもあり、水色や暗褐色に変色する。
鉤爪を使い木登りを器用に行う他、指先にはヤモリのように踵下薄板が備わり、ガラス面にも付着することができる。
成熟したオスは紫色の喉もとにある袋のようなもの（咽喉垂）が発達する。

## 生態
森林の林縁部や民家の近く、農耕地の周辺の樹木などの樹上に生息する。昼行性の変温動物であり、日中は日当たりのいい場所で日光にあたり、夜間には樹木の枝や葉の隙間などの狭いところで休息する。
在来分布域においては移入されたブラウンアノール（グリーンアノールと同じく特定外来生物だが、日本に定着はしていない）と競合しており、本来地上に近い場所でも活動していたが、競合により樹上へと主な活動域を移したことが知られている。
食性は動物食で、昆虫類、節足動物等に素早く詰め寄り捕食する。視覚が発達しており、数m離れたところにいる昆虫類なども見つけて捕食することができる。
オスは咽喉垂を広げ威嚇や求愛行動を行う。一夫多妻であり、縄張りの中にオスが数匹のメスを囲い込む習性がある。繁殖形態は卵生で、10-20日間に1回の間隔で数回にわたり1、2個の卵を地中に産卵する。

## 人間との関係

### 日本への帰化とその問題
本種はもともと日本には生息していないが、戦後に運搬された物資に混入していたり、ペットとして飼われていたものが遺棄されたり、脱走したりした個体が沖縄島や小笠原諸島の父島、母島に帰化している。導入された個体群は、ルイジアナ州からフロリダ北部のものと考えられている。
小笠原諸島では、1960年代に父島にペットとして持ち込まれた。その後野生化し、島全域に分布を広げている。現在では、総生息数400万匹、1ヘクタールあたりの生息密度では1000匹以上と推定されている。そのため、オガサワラシジミなど固有種を多く含む昆虫類に壊滅的被害を与えており、地上性の昆虫が地域によってはほとんど姿を消すに至っている。環境省は2004年に小笠原自然再生推進検討会を発足させ、駆除事業を徐々に開始している。現在のところ、父島、母島に生息が確認され、港湾地区に捕獲装置を設置して生息拡大阻止等を実施している。東北大学の研究グループを中心とした共同研究で、小笠原に帰化した本種が、移入元（出典によるとフロリダ）と比較して、移入後50年の間に筋肉の発生や収縮に関わる遺伝子と食物代謝に関する遺伝子の頻度に有意な変異が生じており、外部形態でも後肢が長くなる変化が起きていることが明らかにされた。ちなみに同研究では、創始個体数は14匹から最大でも50匹であるが、保有する遺伝的変異量では移入元の半分ほどであり、複数の異なる遺伝系統に由来することにより、数から想定される遺伝的変異より大きくなったとしている。
沖縄島では1989年に東風平町（現八重瀬町）で初確認され、その後那覇市で多くの個体が確認されるようになった。沖縄島での在来生物への影響は不明であるが、小笠原諸島と同じく分布を拡大する可能性が指摘されている。
本種によって昆虫類が激減すると、昆虫による花粉媒介にも影響を及ぼすため、農作物の減収につながるのではないかという指摘もある。一方、オガサワラノスリやイソヒヨドリといった在来鳥類の主要な餌資源となっているという側面もある。
以前はペットとして、またはトカゲ食の生物の餌用としても大量に輸入されていたが、2005年外来生物法により特定外来生物に指定されたため、2007年現在日本国内での本種の流通はない。
日本生態学会は、本種を「日本の侵略的外来種ワースト100」に選定している。

### 日本以外での帰化
ペットとして、またはトカゲ食の生物の餌用として世界各地に流通している。ハワイのオアフ島では、1950年に定着が確認された。またグアム島など、ミクロネシアの諸島でも分布が確認されている。ヨーロッパの一部地域においても分布を拡大していることが知られている。バハマ諸島において実験的に侵入時の影響を示すための導入が行われており、一部では在来のブラウンアノールに駆逐される結果となっている。

### 研究における利用
繁殖が容易なことや、属内の多様性に富むことからモデル生物として用いられており、2011年にはゲノムが発表された。